# Fîlînți, Liubar
Fîlînți (în ucraineană Филинці) este un sat în comuna Veselka din raionul Liubar, regiunea Jîtomîr, Ucraina.

## Demografie
Componența lingvistică a localității Fîlînți
     Ucraineană (99,72%)
     Alte limbi (0,28%)
Conform recensământului din 2001, majoritatea populației localității Fîlînți era vorbitoare de ucraineană (99,72%), existând în minoritate și vorbitori de alte limbi.